# Winchester, Massachusetts
Winchester är en stad i Middlesex County i Massachusetts, USA. Staden hade enligt 2010 års befolkningsräkning 21 374 invånare. Staden ligger 13 kilometer norr om centrala Boston och är en välbärgad förort för förmögna Bostonbor.

## Historia

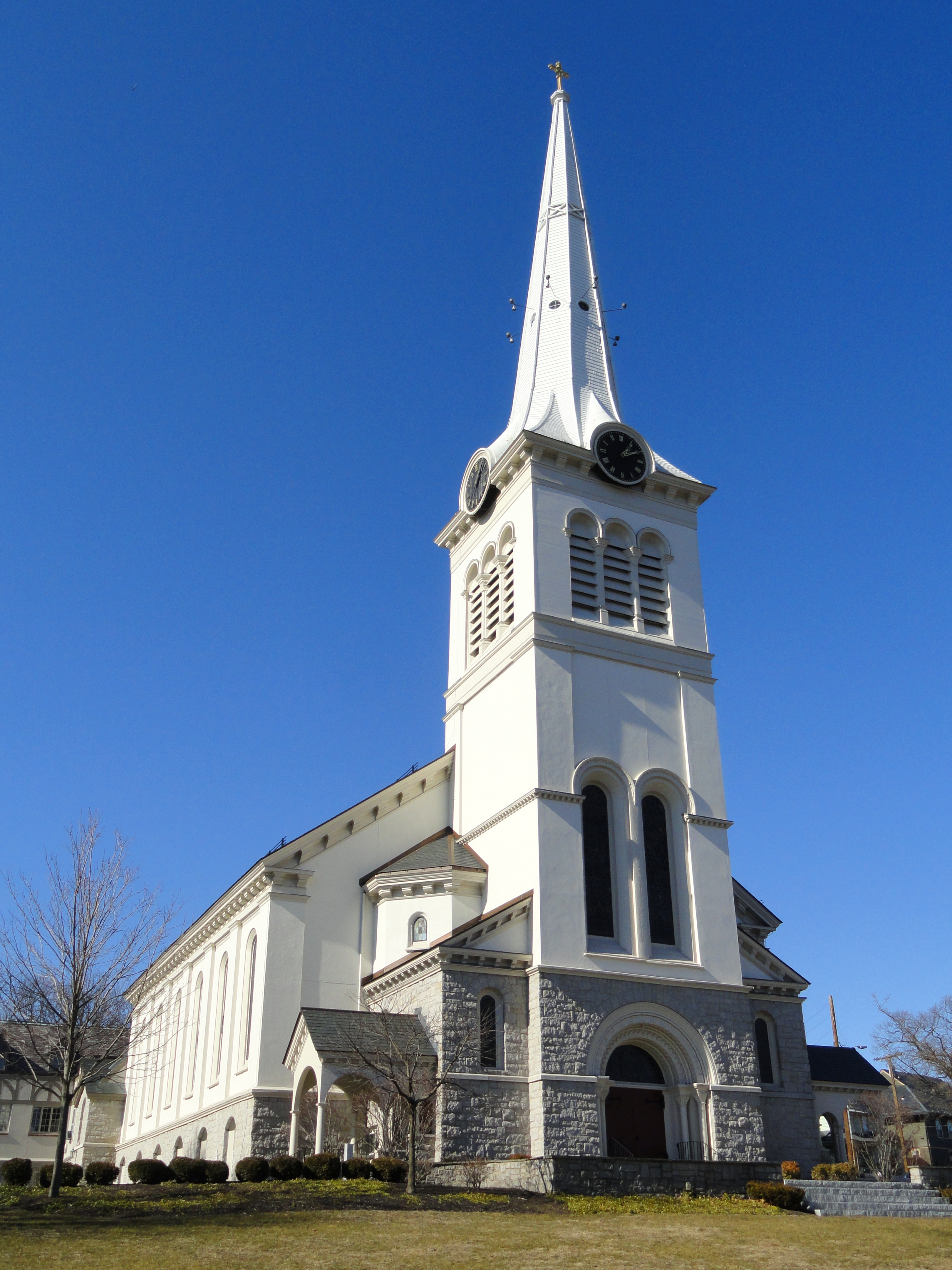
En kyrka tillhörande Kongregationalistkyrkan i Winchester, Massachusetts.

Området som idag är Winchester köptes 1639 av engelska representanter från Boston från indianer, men de första europeiska bosättarna anlände inte förrän 1640. Under de tidiga åren var området känd som Waterfield, vilket troligen kom ifrån alla de vattendrag som korsade området. Under amerikanska inbördeskriget fick platsen namnet Black Horse Village efter den kända krog som låg här och som var en mötesplats för såväl civila som soldater.
I december 1800 var Middlesex Canal färdigbyggd. Den länkade samman floden Merrimack med Boston. Kanalen gick mitt igenom Winchester och gjorde det möjligt att transportera gods och människor snabbt och enkelt till orten.
Winchester räknades länge som en del av staden Woburn. Men efter allt starkare protester från bland annat Whigpartiet, som försökte samla tillräckligt många väljare bland de närliggande byarna för Winchesters eget självbestämmande, blev 30 april 1850 Winchester självständigt. Representanter för den nygrundade staden valde namnet Winchester till minne av överste William P. Winchester som skänkte 3 000 dollar, så att man kunde bygga Winchesters första stadshus. Oturligt nog dog William Winchester i feber endast några månader innan stadens grundläggande. Staden hade nu cirka 200 invånare på 35 hus. 
Staden fick sin första kyrka 1840 och sitt första postkontor året därefter och efter dess grundande i april 1850 började man bygga skolor. Samtidigt var järnvägen klar. Den fick många att flytta till Winchester. Ett flertal industrier, såväl stora som små, grundades inom agrikultur och garvning, och vissa av dem fanns kvar ända till mitten av 1900-talet.
Under början av 1900-talet började stadens befolkning att växa explosionsartat. Först kom irländare och sedan kom afroamerikaner som lockades till stadens fria baptistkyrkor och till sist italienare som  tog jobb på de jordbruk som fanns i staden.

## Galleri

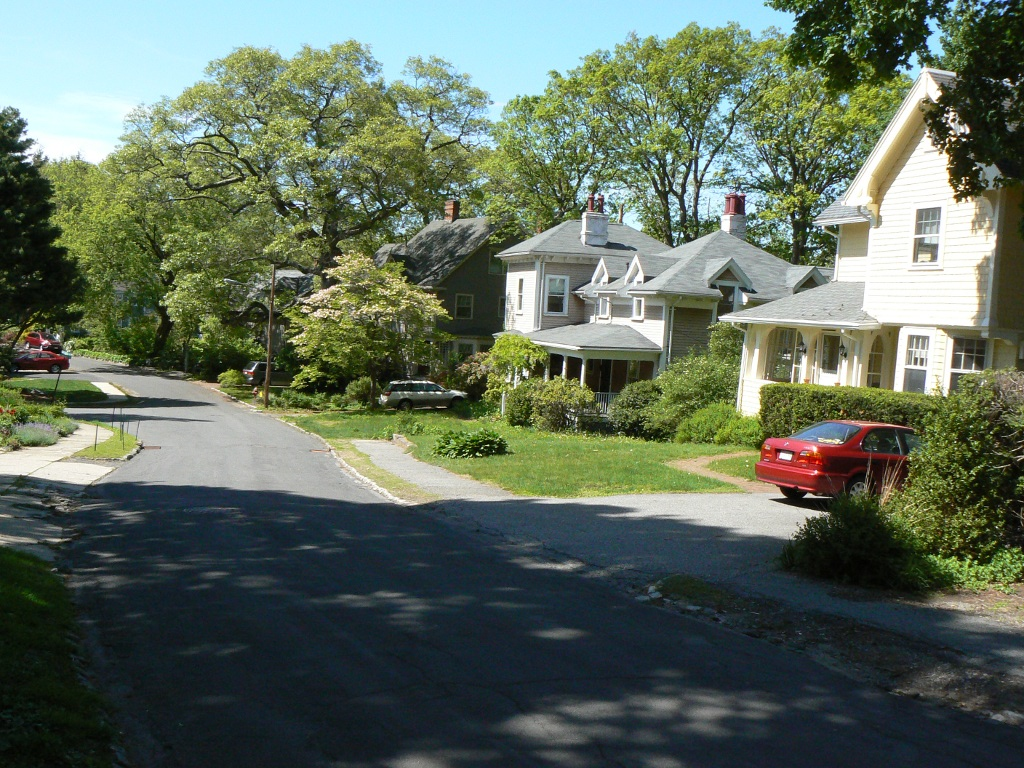
En av alla gator i Winchester
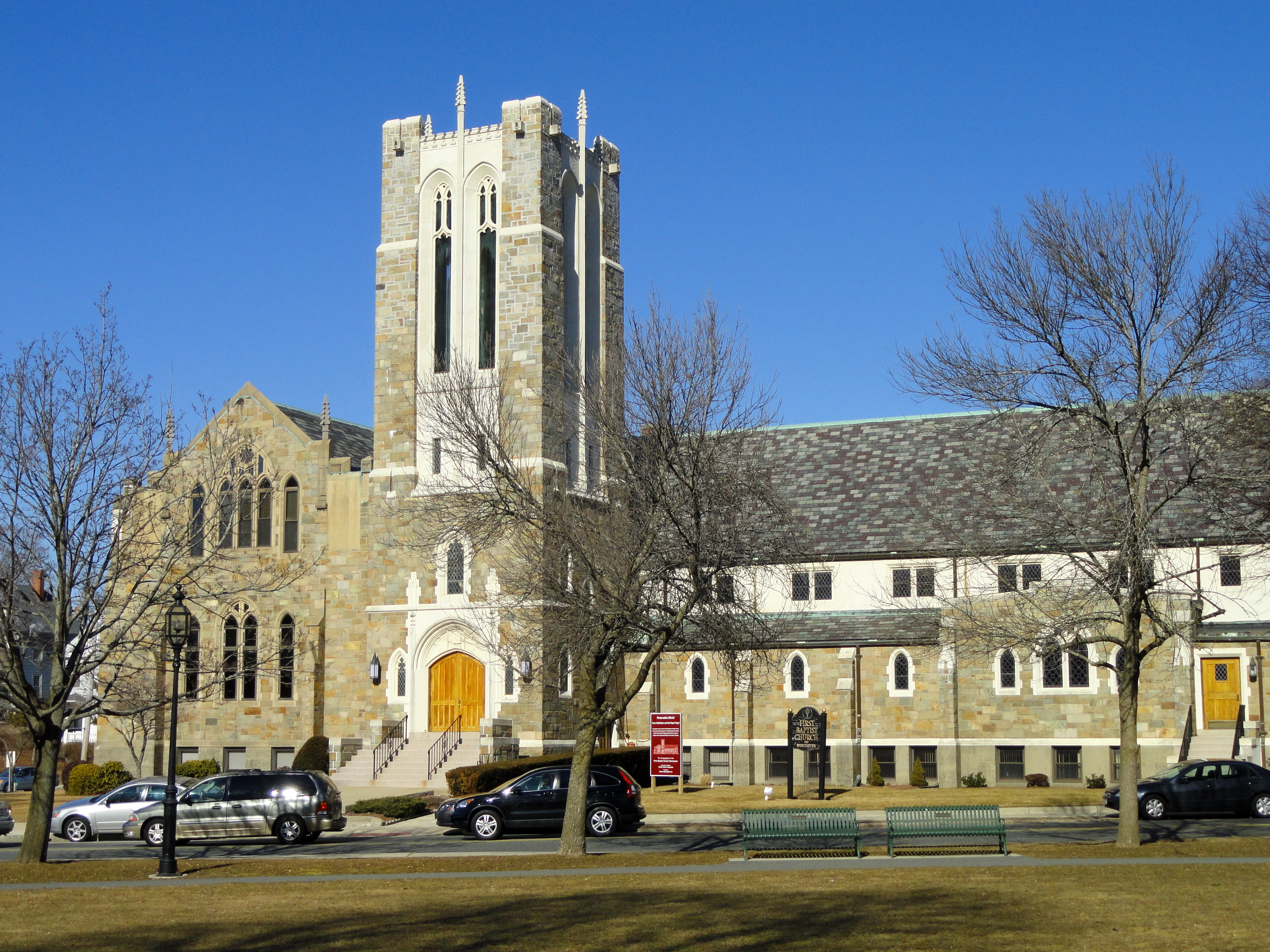
First Baptist Church
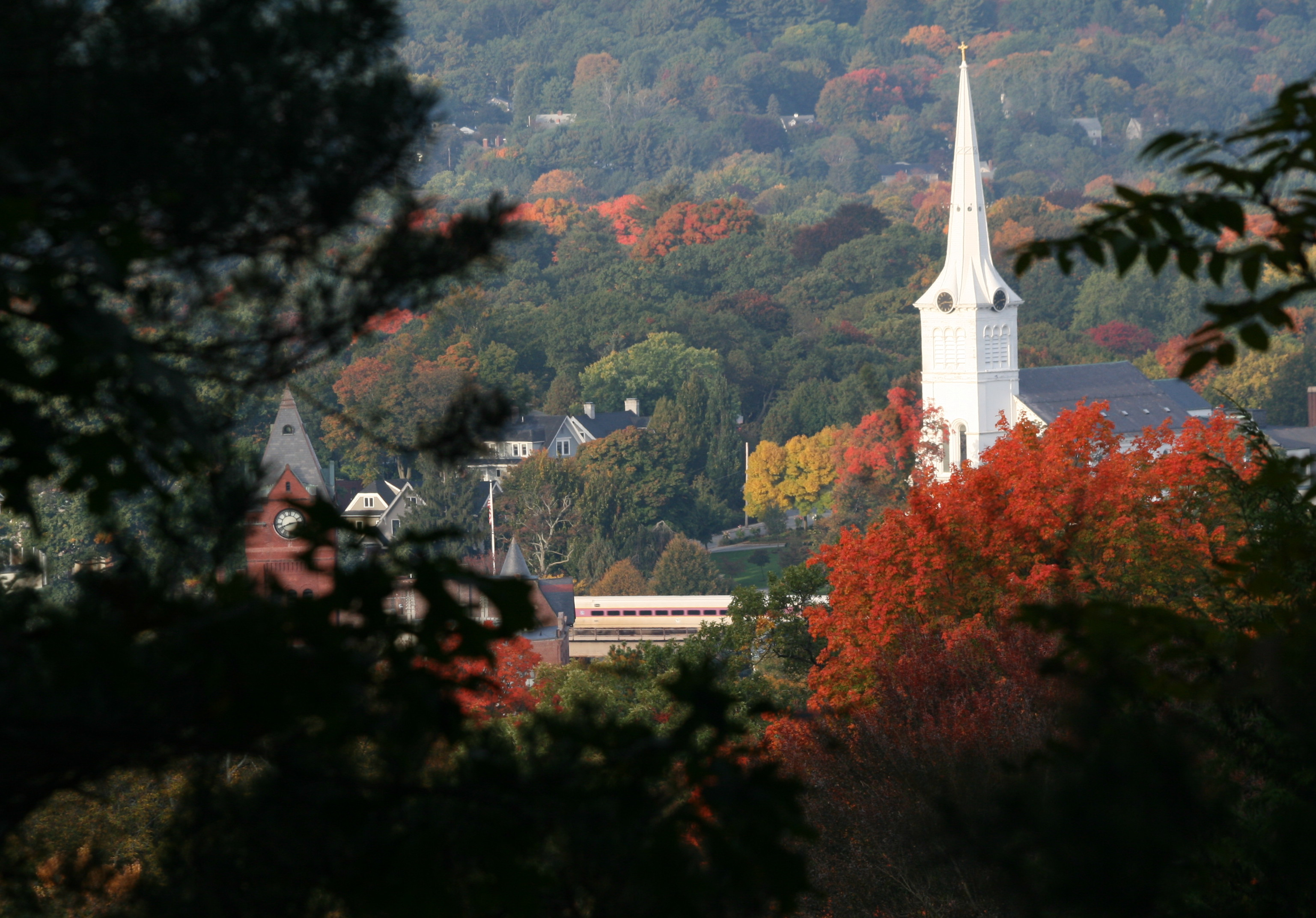
Centrala Winchester med stadshuset och Kongregationalistkyrkan
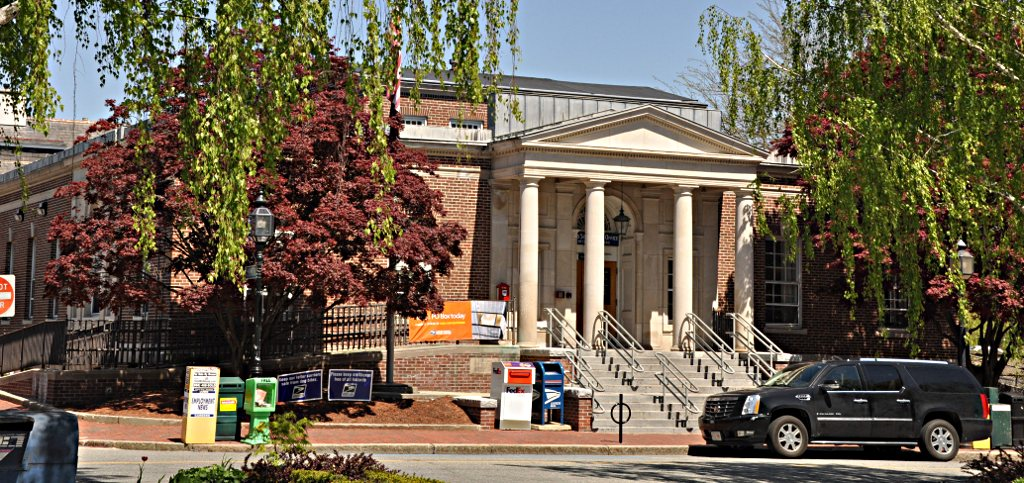
Stadens postkontor
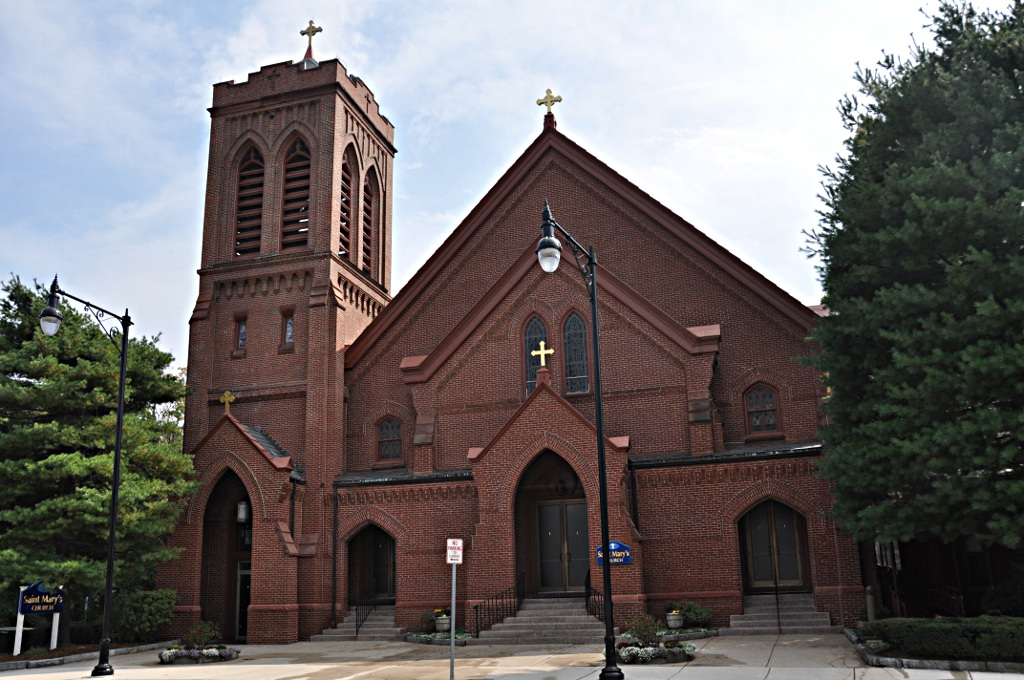
Saint Marys church i Winchester, Massachusetts
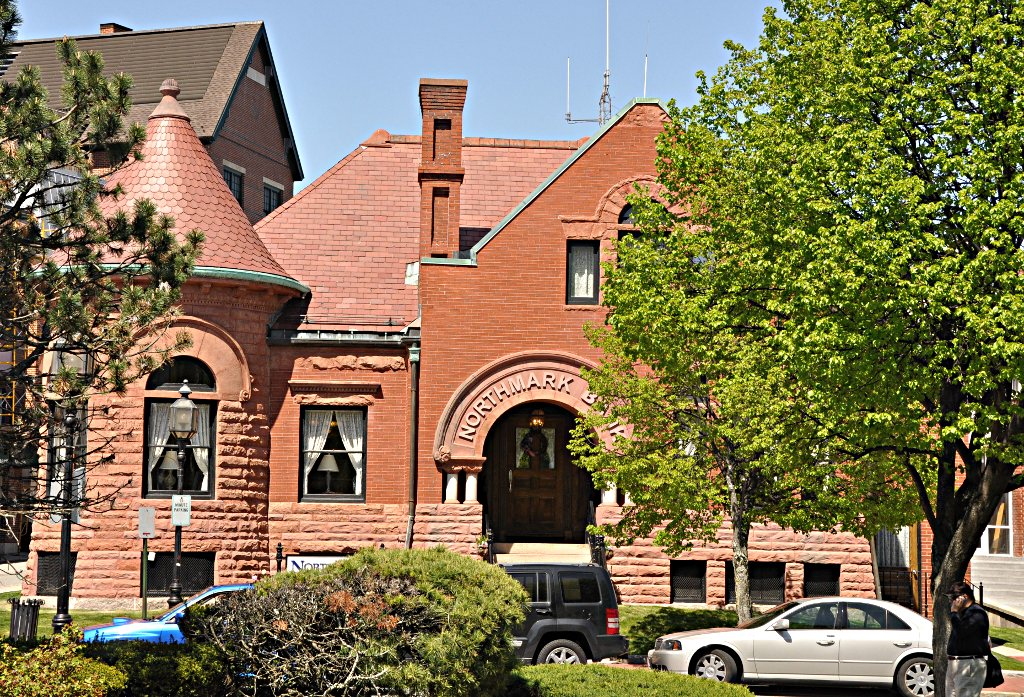
Sparbanken i Winchester